# Kietlów
Kietlów – osada w Polsce położona w województwie dolnośląskim, w powiecie górowskim, w gminie Jemielno (do 1945 Kittlau). 

## Podział administracyjny
W latach 1975–1998 miejscowość administracyjnie należała do województwa leszczyńskiego.

## Zabytki
Do wojewódzkiego rejestru zabytków wpisane są obiekty:
- zespół folwarczny:
  - dwór, z 1880 r.
  - spichlerz, z 1911 r.
  - stodoła, z początku XX w.
  - dom mieszkalny nr 12, z początku XX w.
  - dom mieszkalny nr 11, z początku XX w.

Ponadto znajduje się tu dwór klasycystyczny, majątek, którego pierwszym właścicielem był w 1325 r. Erbherr Niklas von Schabina.